# 豊浜郵便局
豊浜郵便局（とよはまゆうびんきょく）
- 香川県観音寺市にある郵便局。本記事にて記述する。
- 愛知県知多郡南知多町にある郵便局。局番号は21127。
- 三重県伊勢市にある郵便局。局番号は22174。
- 北海道爾志郡乙部町にある郵便局。局番号は94024。

豊浜郵便局（とよはまゆうびんきょく）は香川県観音寺市にある郵便局。民営化前の分類では集配普通郵便局であった。

## 概要
住所：〒769-1699 香川県観音寺市豊浜町姫浜字流川488番地1
民営化直前の集配業務再編において、多くの集配普通郵便局は統括センターとなったが、当局は配達センターとされたため、民営化後も郵便事業株式会社の支店は併設されず、集配センターが併設された。

## 沿革
- 1872年8月4日（明治5年7月1日） - 和田浜（わだはま）郵便取扱所として開設[1]。
- 1875年（明治8年）1月1日 - 和田浜郵便局となる。
- 1885年（明治18年）5月25日 - 貯金取扱を開始。
- 1888年（明治21年）6月1日 - 為替取扱を開始。
- 1898年（明治31年）3月21日 - 和田浜郵便電信局となる。
- 1903年（明治36年）4月1日 - 通信官署官制の施行に伴い和田浜郵便局となる。
- 19xx年 - 豊浜郵便局に改称。
- 1958年（昭和33年）3月15日 - 特定郵便局から普通郵便局に局種別改定[2]。
- 1969年（昭和44年）2月22日 - 電話交換および和文電報配達業務を、豊浜電報電話局に移管。
- 1998年（平成10年）11月30日 - 三豊郡豊浜町和田浜1530-1から同町姫浜488-1に移転。
- 2000年（平成12年）8月14日 - 外国通貨の両替および旅行小切手の売買に関する業務取扱を開始。
- 2007年（平成19年）10月1日 - 民営化に伴い、併設された郵便事業観音寺支店豊浜集配センターに一部業務を移管。
- 2012年（平成24年）10月1日 - 日本郵便株式会社発足に伴い、郵便事業観音寺支店豊浜集配センターを豊浜郵便局に統合。

## 取扱内容
- 郵便、印紙、ゆうパック、内容証明
- 貯金、為替、振替、振込、国際送金、国債、投資信託
- 生命保険、バイク自賠責保険、自動車保険
- ゆうちょ銀行ATM
- 「769-16xx」区域（観音寺市（旧大野原町域、旧豊浜町域））の集配業務

## 周辺
- 観音寺市立豊浜中学校
- 三豊総合病院
- 国道11号

## アクセス
- JR予讃線 豊浜駅から南西へ約400m（徒歩約4分）
- 観音寺市のりあいバス 豊浜駅停留所下車
- 高松自動車道 大野原ICから南西へ約1.5km
- 国道377号沿い
- 駐車場あり：11台